# Короткоухая соня
Короткоухая соня (лат. Graphiurus microtis) — вид грызунов рода африканские сони семейства соневые. Обитает в Анголе, Ботсване, Эритрее, Эфиопии, Кении, Лесото, Малави, Мозамбике, Намибии, Южной Африке, Судане, Танзании, Эсватини, Замбии и Зимбабве.